# Valkeajärvi (sjö i Nyslott, Södra Savolax)
Valkeajärvi är en sjö i kommunen Nyslott i landskapet Södra Savolax i Finland. Sjön ligger 83,4 meter över havet. Arean är 77 hektar och strandlinjen är 15,08 kilometer lång. Sjön  ingår i Vuoksens huvudavrinningsområde.   Den ligger omkring 88 kilometer öster om S:t Michel och omkring 290 kilometer nordöst om Helsingfors. 
Valkeajärvi ligger väster om Seppäjärvi. 